# Pristimantis rozei
Pristimantis rozei är en groddjursart som först beskrevs av Juan A. Rivero 1961.  Pristimantis rozei ingår i släktet Pristimantis och familjen Strabomantidae. IUCN kategoriserar arten globalt som otillräckligt studerad. Inga underarter finns listade i Catalogue of Life.